# Ali Mirzaji
Ali Mirzaji (pers. علی ميرزايی; ur. 28 stycznia 1929 w Teheranie, zm. 18 lipca 2020) – irański sztangista, brązowy medalista olimpijski i dwukrotny medalista mistrzostw świata startujący w wadze koguciej.

## Kariera
Swój pierwszy medal na arenie międzynarodowej wywalczył podczas mistrzostw świata w Mediolanie w 1951 roku, gdzie był drugi w wadze koguciej. Na rozgrywanych trzy lata później mistrzostwach świata w Wiedniu był trzeci. W 1952 roku wystartował na igrzyskach olimpijskich w Helsinkach także zdobywając brązowy medal, plasując się za Iwanem Udodowem z ZSRR i swym rodakiem - Mahmudem Namdżu.
Ponadto zdobył srebrny medal na igrzyskach azjatyckich w Nowym Delhi w 1951 roku. Rok później ustanowił nieoficjalny rekord świata w podrzucie wynikiem 128,5 kg.